# Empirický čtenář

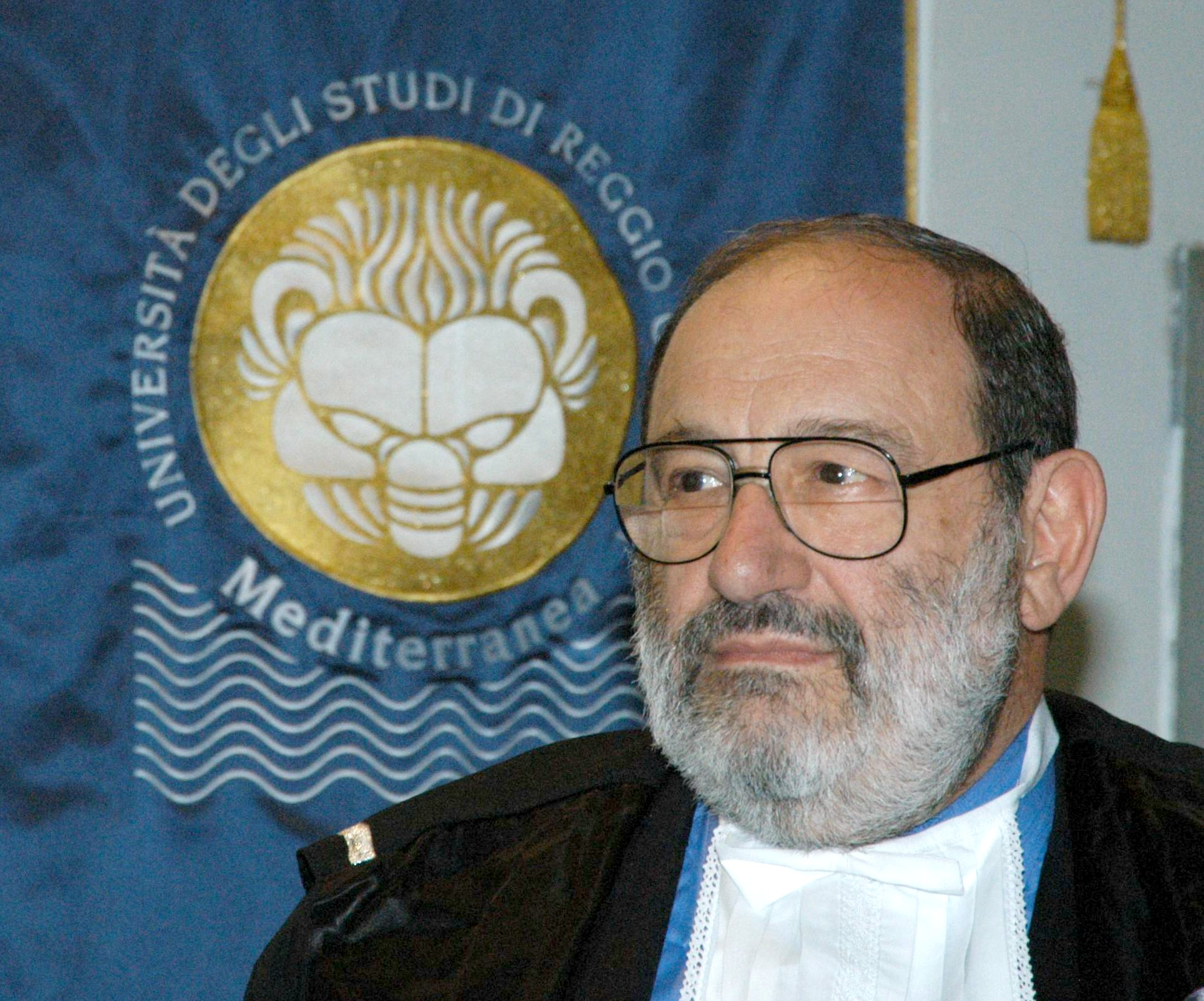
Umberto Eco, autor teorie fikčních světů

Empirický čtenář je literárněvědným termínem Umberta Eca užívaný v souvislosti s jeho teorií fikčních světů (viz také synonymní teorie možných světů).

## Význam
Empirický čtenář stojí v opozici k modelovému čtenáři. Nejedná se však už o zástupný model („...modelový čtenář, což je reprezentativní vzorek publika, jemuž je dílo určeno a který k textu přichází s jistým očekáváním.“) jedná se o představu konkrétního čtenáře, na němž nelze nic zobecnit a jen těžko lze předvídat jeho reakce na knihu.